# فادا نغورما

فادا نغورما هي مدينة تقع شرق بوركينا فاسو على بعد 219 كم شرق العاصمة واغادوغو، تشتهر المدينة بصناعة البطانيات والسجاد.